# Route magistrale 18 (Lituanie)
Pour les articles homonymes, voir A18 et Route 18.
La route A18 (Magistralinis kelias A18) est une route lituanienne contournant Šiauliai par l'ouest. Elle mesure 17,08 km.